# Chantové

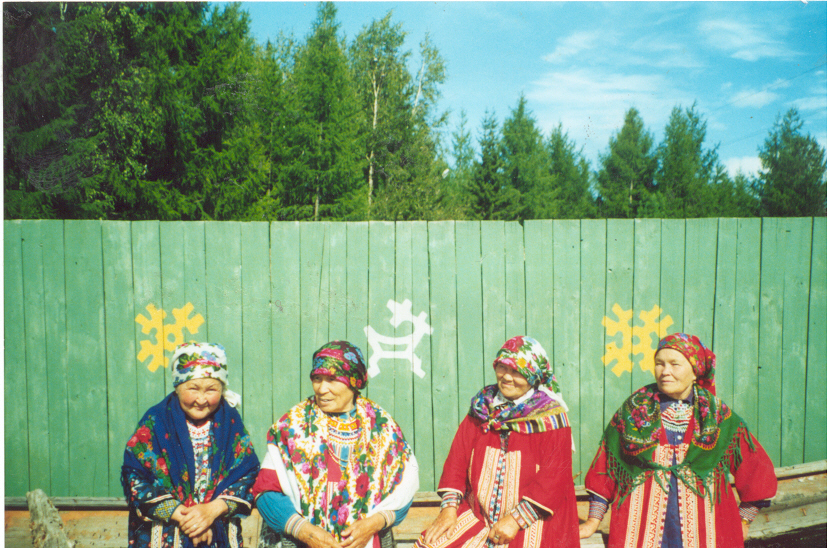
Staré ženy

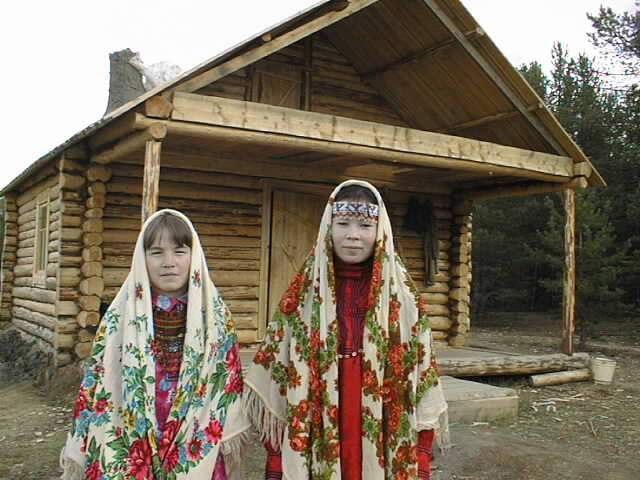
Dvě mladé dívky

Chantové (rusky Ха́нты, autonyma хандэ nebo кантэк) jsou ugrofinský národ, jehož vlastí je západní část Sibiře, zejména Chantymansijský autonomní okruh – Jugra a Jamalo-něnecký autonomní okruh.

## Popis
Podle sčítání lidu z roku 2010 se na území Ruska hlásí k chantské národnosti 30 943 osob, několik stovek jich žije také na Ukrajině a v Kazachstánu. Jejich jazyk, chantyjština, patří spolu s mansijštinou a maďarštinou mezi ugrické jazyky. Ve starší literatuře byli označováni jako Osťáci, což pochází zřejmě z výrazu As-jah (lidé od Obu).

## Rozšíření
Země Chantů se nachází na dolním toku Obu a na západě sahá po Ural. Je to převážně rovina pokrytá tajgou a bažinami, podnebí je kontinentální s dlouhými tuhými zimami. Chantové jsou drobné postavy (průměrná výška mužů se pohybuje okolo 160 cm), jejich fyzické rysy jsou na přechodu mezi mongoloidní a europoidní rasou.
Dělí se na tři nářeční podskupiny: severní, jižní a východní. Živí se převážně lovem, rybolovem a sběrem lesních plodin, od 15. století převzali od Něnců chov sobů. Byli kočovníky a přespávali ve stanech zvaných čumy, postupně přecházejí na usedlý způsob života. Původně vyznávali šamanismus s centrálním kultem medvěda, provozovali také vzdušné pohřby, pod ruskou nadvládou však postupně přijali alespoň formálně pravoslaví.

## Historie
První písemné zmínky o Chantech pocházejí z 11. století. Žili pod nadvládou Sibiřského chanátu, po jeho pádu se stali ruskými poddanými. V roce 1930 byl pro ně zřízen autonomní okruh, ale tlak sovětské vlády na kolektivizaci, internování žáků a likvidaci šamanismu vedl k nespokojenosti, která vyvrcholila kazymským povstáním, násilně potlačeným roku 1934. Od roku 1957 vychází v chantyjštině týdeník Chanty jasang (Chantyjské slovo).
Těžba ropy a zemního plynu přilákala na území Chantů množství pracovníků z ostatních částí Ruska, ve 21. století tak Chantové tvoří necelá dvě procenta obyvatel Jugry a jejich tradiční způsob života upadá, neboť loviště a pastviště jsou zabírána ropnými společnostmi.